# Chloroclystis pyretodes
Chloroclystis pyretodes är en fjärilsart som beskrevs av Edward Meyrick 1890. Chloroclystis pyretodes ingår i släktet Chloroclystis och familjen mätare. Inga underarter finns listade i Catalogue of Life.